# Haworthia reinwardtii
Haworthia reinwardtii là một loài thực vật có hoa trong họ Măng tây. Loài này được (Salm-Dyck) Haw. mô tả khoa học đầu tiên năm 1821.

## Hình ảnh

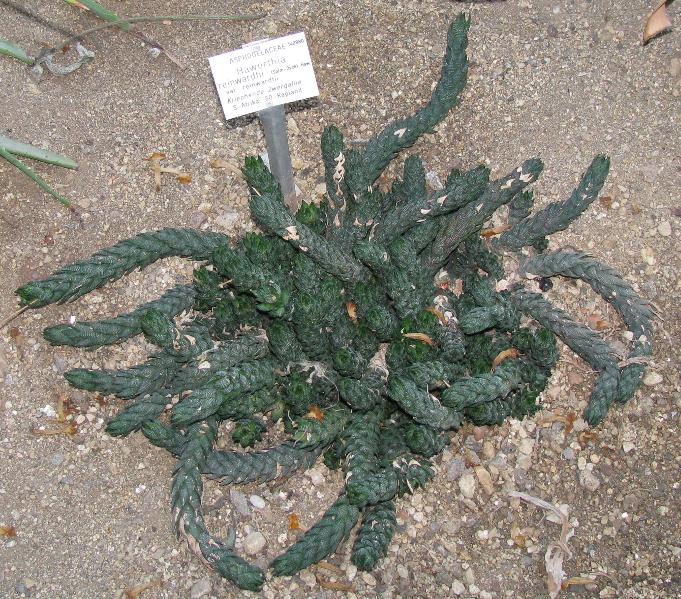
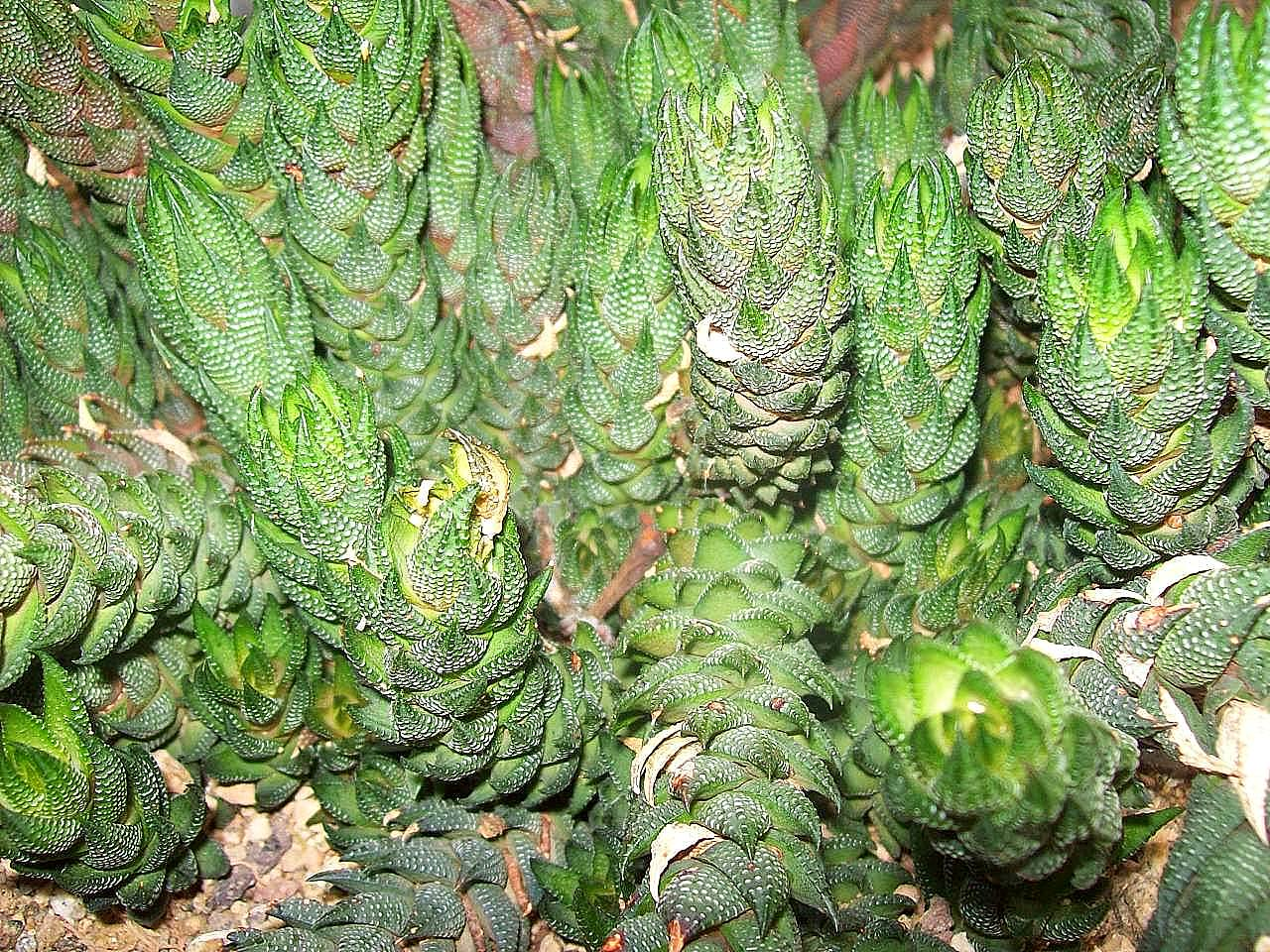
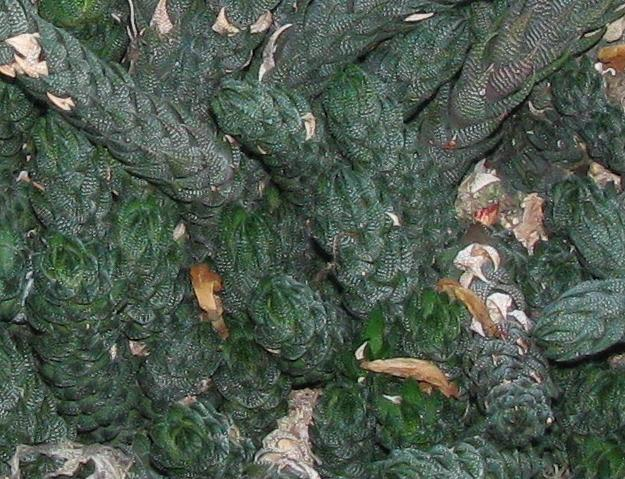
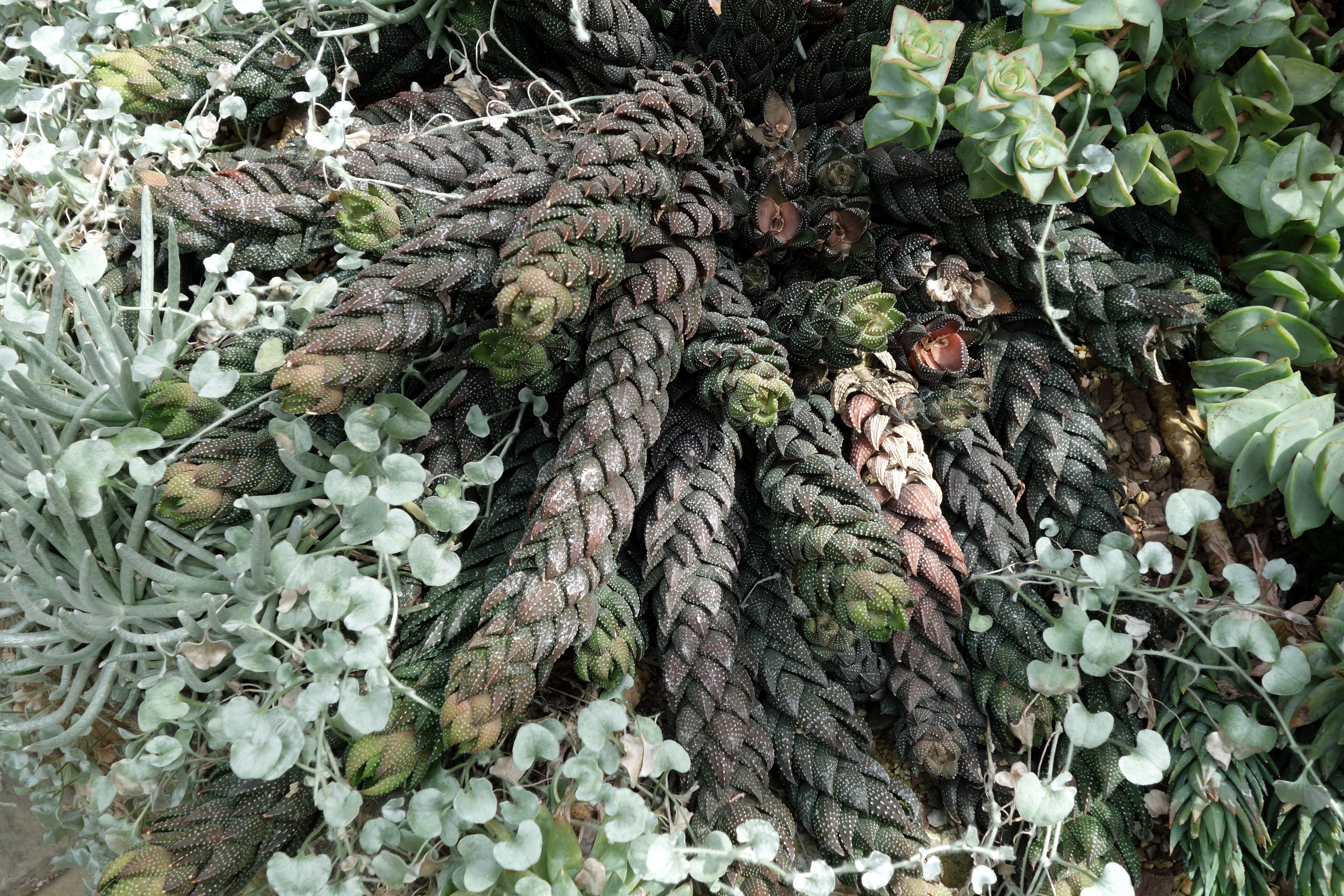